# Thillombois
Thillombois é uma comuna francesa na região administrativa de Grande Leste, no departamento de Meuse. Estende-se por uma área de 13,03 km². Em 2010 a comuna tinha 31 habitantes (densidade: 2,4 hab./km²).